# روبرت كونيغ (صحفي)
روبرت كونيغ  (و. 1828 – 1900 م) هو صحفي، وكاتب ألماني، ولد في غدانسك، توفي في بوتسدام، عن عمر يناهز 72 عاماً.